# Премія Ібсена

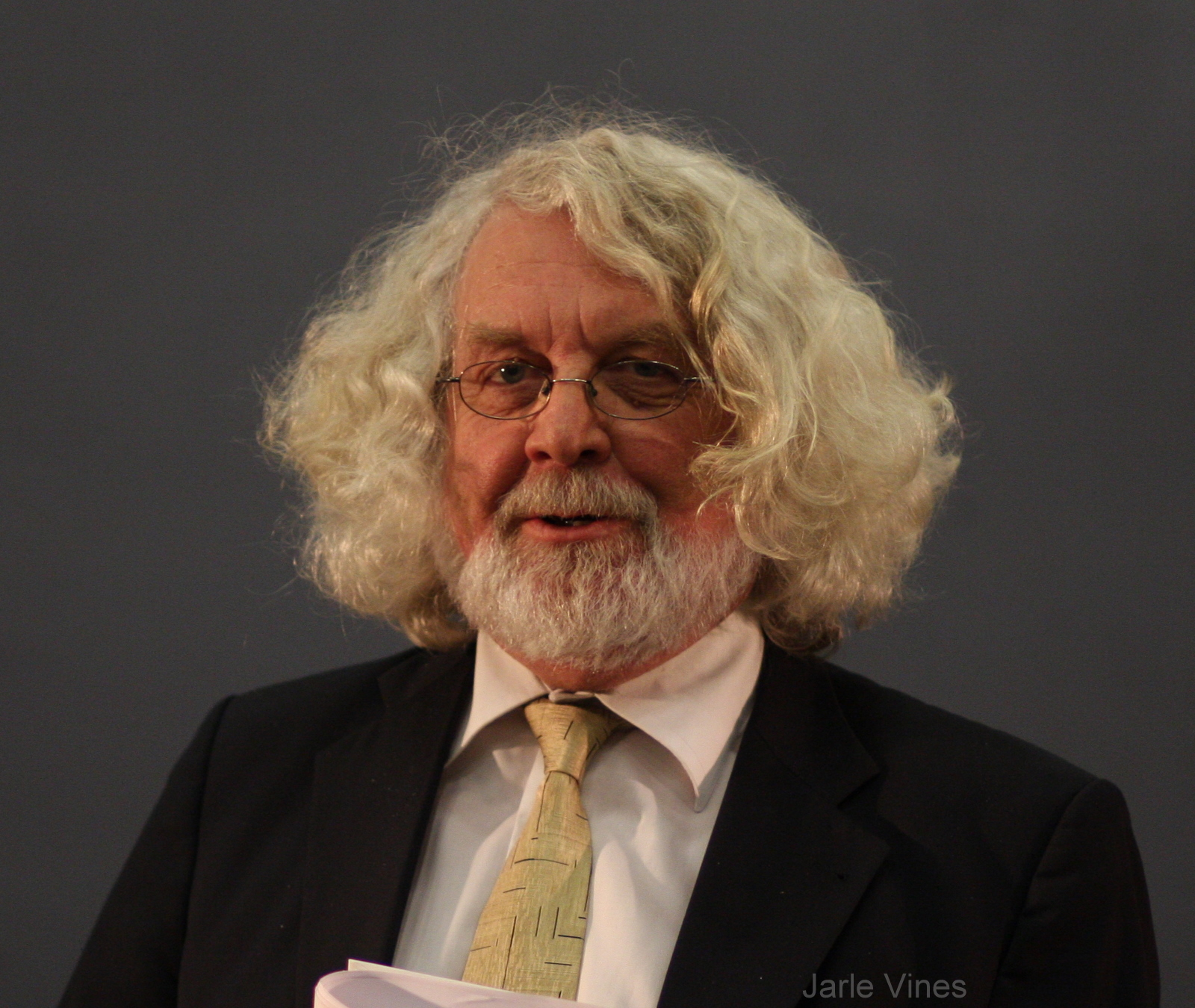
Едвард Хуем (Edvard Hoem), лауреат премії 2008 року.

Премія Ібсена (норв. Ibsenprisen) — щорічна норвезька премія вручається в Норвегії драматургам за найкращий драматичний твір. Премія заснована муніципалітетом міста Шіен. Засновано в 1986 року на честь видатного норвезького драматурга Генріка Ібсена. У 2008 році була заснована Міжнародна премія Ібсена. Першим нагородженим був Пітер Брук.

## Лауреати
- 1986 — Арне Скоуен за загальний внесок у драматургію.
- 1987 — Педер Райт Каппель (Peder Cappelen) за «Eufemianatten».
- 1988 — Одд Сельмер (Odd Selmer) за «På egne ben».
- 1989 — Юліан Гарнер за «Svarte okser».
- 1990 — Едвард Реннінг (Edvard Rønning) за «Himmelplaneten».
- 1991 — Маріт Тусвік (Marit Tusvik) за «Mugg».
- 1992 — Бйорген Вік (Bjørg Vik) за «Møte i Venezia».
- 1993 — Нурваль Твейт (Norvald Tveit) за загальний внесок у драматургію.
- 1994 — Ева Севальдсон (Eva Sevaldson) за «Framtida er avlyst».
- 1995 — Тер'є Нордбю (Terje Nordby) за «Isblomst».
- 1996 — Юн Фоссе за «Ім'я» (норв. Namnet).
- 1997 — Єспер Халле (Jesper Halle) за «Dagenes lys».
- 1998 — Петтер Сігурд Росенлунд (Petter S. Rosenlund) за «En umulig gutt».
- 1999 — Сесіль Левейд (Cecilie Løveid) за "Østerrike"і загальний внесок в драматургію.
- 2000 — Тур Оге Брінгсвярд (Tor Åge Bringsværd) за загальний внесок у драматургію.
- 2001 — Ніна Вальсі (Nina Valsø) за «Ubuden gjest».
- 2002 — Нільс Фредрік Даль (Niels Fredrik Dahl) за «Som torden».
- 2003 — Ветле Хольтан (Wetle Holtan) за «De som lever».
- 2004 — Пер Скрейнер (Per H. V. Schreiner) за «Den brysomme mannen».
- 2005 — Марія Трюті Веннеред (Maria Tryti Vennerød) за «Dama i luka».
- 2006 — Лів Хелее (Liv Heløe) за «Lise L», «Veien hjem», "I dag og i morgen «and» Dag "; Фінн Іункер (Finn Iunker) за " Orkohns Død ".
- 2007 — Крістофер Грендаль (Christopher Grøndahl) за «Tundra» і «Silent Winds of Blackpool».
- 2008 — Едвард Хуем (Edvard Hoem) за «Mikal Hetles siste ord».
- 2009 — Крістофер Нільсен (Christopher Nielsen) за «Verdiløse menn».
- 2010 — Каті Пендрі (Kate Pendry) за «Erasmus Tyrannus Rex».